# 王漢倬
王漢倬（1898年12月8日—1986年2月11日），字雲章。黑龍江省綏化縣東鄉滓河鎮王顯志村人。民國37年（1948年）在黑龍江省選區當選第一屆立法委員

## 生平[1][2]
- 先生世代耕讀相傳，蔚為巨族，八歲入本村私塾啟蒙，十四歲春到盛家窩堡從徐師讀四子書，十六歲從姜亦清讀歷史及古文，開始作史論及時事文章。十七歲家遷老屯，十九歲春考入省立第一中學，旋考入省立第一師範，秋又轉考綏蘭道立師範，兩年後此校歸併於省立第一師範，又回到省城讀書，並開始學武術
- 1919年，五四運動發生，省垣各學校學生，在南公園集合，追悼郭欽光，並遊行示威，拒絕對德和約簽字，王漢倬被推為學生代表。翌年，驅逐校長鄭興文，與于斌等四人為代表，學校一度被解散，於寒假返里
- 1921年，二十四歲，從國文教師關路夫學詩，寫詩學大綱一稿，頗富才識。斯年署假由師範畢業，回縣任高等小學國文教員，兼師範講習所語體文教師。1923年，王漢倬因感侷促於縣中無遠大前途，乃於6月間辭職赴北京。秋考入北平平民大學法律系，以迄畢業，文名極盛
- 1925年4月，正式加入中國國民黨
- 1927年畢業返鄉。即應聘省教育廳就任秘書。旋兼鄉土教材編審會主委，並在一師兼課；年底，轉任海倫縣教育局長
- 1928年5月，辭海倫縣教育局長職。秋，與楊致煥赴南京、接洽黨務。次年春，任省立法政專學校講師，授心理學與倫理學專業，兼省立女師國文課程。嗣又轉任省立農業中學教務主任、代理校長。斯年秋，轉任天津鐵路黨部秘書兼民國大學講師，出版《野營》月刊。年底，因病思親，辭職還鄉。1931年，任省黨部訓練課主任，後因日軍侵華，萬寶山事件發生，率五所中學學生遊行示威反抗
- 九·一八事變後，嫩江橋戰爭失敗，乃回縣與友人古雪濤、高家為等組抗日義勇軍，因省垣淪陷，省黨部隨馬占山退海倫。這時，王漢倬又回縣辦民團，並與鄰縣聯絡，起而抗日。翌年春，哈爾濱淪陷，日軍沿呼海鐵路北上，各縣義軍抵抗失敗。他乃率家人逃．至老屯，藏匿一月。候友人許惠民等一同赴平，參加東北義勇軍指揮部。翌年春，與韓春暄、許惠民、趙鍾豪等參加義軍李海青部駐平辦事處，掌管文電。此部義勇軍經中央改編為陸軍第二十四旅，駐察哈爾省垣，先生擔任政訓處長。後來，被馮玉祥拘於獄中，適馮軍失敗，中央軍到來，始獲出獄，回北平與友人等辦「眾聞通訊社」，專報導東北消息，親任編輯
- 1934年，國立東北中山中學成立，先生任國文教員，1936年遷南京板橋，先生獨往
- 1938年，國立東北中學在雞公山成立，先生為教務主任，夏遷往湖南邵陽靜寧寺，秋先生接任校長，1940年辭任
- 1940年秋，應聘中央政治學校訓導，在重慶南岸小溫泉，與同仁組織花溪詩社
- 1942年冬，夫人張德全攜子女由北平到重慶
- 1943年冬，子女執昀、執瑛入青木關教育部補習班，執明、執文、執均入南泉小學，是年遷入南溫泉花溪三村居住，夫人任南泉小學級任教員
- 抗戰勝利後，王漢倬為嫩江省黨部主任委員，返回東北，居瀋陽，往返於長春
- 民國75年2月11日病逝[3]

## 著作
- 《北平時代的東北中山中學》，王漢倬，東北，1941年第3卷第1期
- 《最古的食糧》，王漢倬，時與潮副刊，1942年第1卷第1期
- 《東北底四季》，王漢倬，時與潮副刊，1942年第1卷第3期
- 《保衛興安嶺的義勇軍(報告)》，王漢倬，文藝先鋒，1943年第3卷第6期
- 《血淚話東北》，王漢倬，時與潮副刊，1943年第2卷第6期
- 《東北的冷食》，王漢倬，時與潮副刊，1944年第4卷第1期
- 《開荒的故事（下）》，王漢倬，時與潮副刊，1945年第6卷第3期
- 《長春見聞瑣寫》，王漢倬，時與潮副刊，1948年第10卷第3期
- 《長春見聞瑣憶》，王漢倬，時與潮副刊，1948年第10卷第4期
- 《顛沛詩集》，王漢倬，1961
- 《白山黑水集》，王漢倬，三民書局，1973
- 《小紅和小綠》，王漢倬，臺灣省政府教育廳, 1974
- 《開荒的孩子》，王漢倬，臺灣省政府教育廳, 1974